# Fejér Andor
Fejér Andor (Aranyosegerbegy, 1960. január 25. –) villamosmérnök, vállalkozó, politikus, országgyűlési képviselő.

## Életpályája

### Iskolái
1980–1983 között a nagyváradi Műszaki Főiskola hallgatójaként erősáramú villamosmérnöki diplomát kapott. 2003–2005 között a soproni Nyugat-Magyarországi Egyetemen turisztikai szakértő végzettséget szerzett.

### Pályafutása
1983–1988 között a Nagyváradi Műanyagfeldolgozó Vállalat csoportvezetője volt. 1988 óta él Magyarországon. 1989–1992 között az Abádszalóki Mezőgazdasági Termelőszövetkezet üzemvezetőjeként dolgozott. 1992–1998 között vállalkozóként dolgozott. 2002–2006 között a Magyar Vállalkozásfejlesztési Kht. csoportvezetője volt.

### Politikai pályafutása
1990 óta a Fidesz tagja. 1998–2002 között a Jász-Nagykun-Szolnok Megyei Közgyűlés alelnöke volt. 2002–2006 között a Jász-Nagykun-Szolnok Megyei Önkormányzat megyei közgyűlésének tagja volt. 2002–2006 között a pénzügyi bizottság elnöke volt. 2002-ben és 2006-ban országgyűlési képviselőjelölt volt. 2006–2010 között a Jász-Nagykun-Szolnok Megyei Önkormányzat megyei közgyűlésének elnöke volt. 2006-ban a törökszentmiklósi önkormányzat tagja volt. 2010–2014 között országgyűlési képviselő volt. 2010–2012 között a Fenntartható fejlődés bizottságnak Energiaügyi albizottságának tagja volt. 2011–2012 között a Fogyasztóvédelmi bizottság Élelmiszer-biztonsági albizottságának tagja volt. 

## Magánélete
1983-ban házasságot kötött Rácz Ilonával. Két gyermekük született: Nóra (1984) és Máté (elhunyt).